# SN 2008ai
SN 2008ai – supernowa typu Ia odkryta 13 lutego 2008 roku w galaktyce M+06-24-39. W momencie odkrycia miała maksymalną jasność 17,70m.